# ヴァンビューレン郡 (アーカンソー州)
ヴァンビューレン郡（ヴァンビューレンぐん、英: Van Buren County）は、アメリカ合衆国アーカンソー州の中央部北に位置する郡である。2010年国勢調査での人口は17,295人であり、2000年の16,192人から6.8%増加した。郡庁所在地はクリントン市（人口2,602人）であり、同郡で人口最大の都市でもある。ヴァンビューレン郡は1833年11月11日にて設立され、郡名は第8代アメリカ合衆国大統領を務め、郡創設時とアーカンソー州が州昇格を果たした時（1836年）には第8代アメリカ合衆国副大統領だったマーティン・ヴァン・ビューレンに因んで名付けられた。アルコールの販売が禁止される禁酒郡である。

## 地理
アメリカ合衆国国勢調査局に拠れば、郡域全面積は724.32平方マイル (1,876.0 km2)であり、このうち陸地711.51平方マイル (1,842.8 km2)、水域は12.81平方マイル (33.2 km2)で水域率は1.77%である。

### 主要高規格道路
| - アメリカ国道65号線 - アーカンソー州道9号線 - アーカンソー州道16号線 - アーカンソー州道27号線 - アーカンソー州道92号線 | - アーカンソー州道95号線 - アーカンソー州道110号線 - アーカンソー州道124号線 - アーカンソー州道254号線 - アーカンソー州道285号線 | - アーカンソー州道330号線 - アーカンソー州道336号線 - アーカンソー州道337号線 - アーカンソー州道356号線 |

### 隣接する郡
- サーシー郡 - 北
- ストーン郡 - 北東
- クリバーン郡 - 東
- フォークナー郡 - 南東
- コンウェイ郡 - 南西
- ポープ郡 - 西

### 国立保護地域
- オザーク国立の森（部分）

## 人口動態

人口ピラミッド

以下は2000年の国勢調査による人口統計データである。
| 基礎データ - 人口: 16,192人 - 世帯数: 6,825 世帯 - 家族数: 4,804 家族 - 人口密度: 9人/km2（23人/mi2） - 住居数: 9,164軒 - 住居密度: 5軒/km2（13軒/mi2） 人種別人口構成 - 白人: 96.79% - アフリカン・アメリカン: 0.31% - ネイティブ・アメリカン: 0.75% - アジア人: 0.25% - 太平洋諸島系: 0.04% - その他の人種: 0.37% - 混血: 1.48% - ヒスパニック・ラテン系: 1.33% 年齢別人口構成 - 18歳未満: 21.5% - 18-24歳: 6.6% - 25-44歳: 23.0% - 45-64歳: 25.5% - 65歳以上: 23.3% - 年齢の中央値: 44歳 - 性比（女性100人あたり男性の人口） - 総人口: 96.7 - 18歳以上: 93.0 | 世帯と家族（対世帯数） - 18歳未満の子供がいる: 25.2% - 結婚・同居している夫婦: 59.1% - 未婚・離婚・死別女性が世帯主: 7.7% - 非家族世帯: 29.6% - 単身世帯: 26.4% - 65歳以上の老人1人暮らし: 14.4% - 平均構成人数 - 世帯: 2.33人 - 家族: 2.79人 収入と家計 - 収入の中央値 - 世帯: 27,004米ドル - 家族: 32,284米ドル - 性別 - 男性: 25,821米ドル - 女性: 18,862米ドル - 人口1人あたり収入: 16,603米ドル - 貧困線以下 - 対人口: 15.4% - 対家族数: 11.6% - 18歳未満: 21.9% - 65歳以上: 10.6% |

## 都市と町
| - クリントン - 郡庁所在地 - ダマスカス - フェアフィールドベイ - シャーリー |

### 未編入の町
| - アルリード - アーチーバレー - オースティン - ビーブランチ - ボトキンバーグ - チャイムズ - チョクトー | - チョクトーパインズ - クロード - コープランド - クラブツリー - カルペパー - ダブニー - デナード | - イグランタイン - エルバ - フェアバンクス - フォーモサ - グレイブスビル - グレイブヒル - グリーンツリー | - ハーフムーン - モーガントン - オールドボトキンバーグ - パリセイズ - ピーディー - プラント - プレザントグローブ | - ラビットリッジ - レックス - ロッキーヒル - ラムリー - ルパート - スコットランド - サウスサイド | - スタンプトー - サルファースプリングス - ウォルナットグローブ - ウィップル - ウッドラム - ザイオンヒル |

## 郡区
アーカンソー州の郡はさらに郡区に小区分されている。各郡区には未編入領域と、編入済み自治体がある。現代の郡区にはその維持目的が限られたものになっている。アメリカ合衆国国勢調査局は郡区を元に人口を集計している。また系図調査など歴史的な目的には価値がある。1つ以上の郡区に入っている町や都市は統計調査に基づいて扱われる。ヴァンビューレン郡の郡区は下記リストの21区である。
| 郡区 | FIPSコード | 人口中心             | 人口  | 人口密度 /km2 (/sq mi) | 陸地面積 km2 (sq mi) | 水域 km2 (sq mi) | 水域率(%) | 座標                                                                |
| --- | ---------- | -------------------- | ----- | ---------------------- | -------------------- | ---------------- | --------- | ------------------------------------------------------------------- |
| アーチーバレー | 90054      |                      | 144   | 2.47（6.40）           | 58.25（22.492）      | 0.1036（0.040）  | 0.2       | 北緯35度42分32秒 西経92度44分51秒 / 北緯35.708846度 西経92.747601度 |
| バーネット | 90117      | ダマスカス           | 786   | 12.54（32.49）         | 62.66（24.192）      | 0.03108（0.012） | 0.0       | 北緯35度23分06秒 西経92度24分08秒 / 北緯35.384917度 西経92.402125度 |
| ブラドリー | 90444      |                      | 1,237 | 12.68（32.83）         | 97.58（37.674）      | 0.1813（0.070）  | 0.0       | 北緯35度26分58秒 西経92度24分31秒 / 北緯35.449518度 西経92.408575度 |
| カードン | 90603      |                      | 160   | 3.44（8.92）           | 46.47（17.942）      | 0.02590（0.010） | 0.0       | 北緯35度25分32秒 西経92度17分29秒 / 北緯35.425448度 西経92.291417度 |
| カーガイル | 90660      |                      | 395   | 10.32（26.72）         | 38.29（14.783）      | 0.0（0.0）       | 0.0       | 北緯35度23分12秒 西経92度17分46秒 / 北緯35.386683度 西経92.296239度 |
| チョクトー | 90789      | クリントン（小部分） | 1,226 | 22.47（58.20）         | 54.56（21.066）      | 5.641（2.178）   | 9.4       | 北緯35度31分01秒 西経92度24分43秒 / 北緯35.516962度 西経92.411879度 |
| クレイグ | 90951      |                      | 739   | 5.87（15.19）          | 126.0（48.655）      | 0.7019（0.271）  | 0.0       | 北緯35度31分57秒 西経92度35分45秒 / 北緯35.532364度 西経92.595865度 |
| カルペパー | 90987      |                      | 362   | 6.82（17.65）          | 53.11（20.506）      | 0.3807（0.147）  | 0.7       | 北緯35度32分02秒 西経92度30分05秒 / 北緯35.533776度 西経92.501491度 |
| デイビス | 91035      |                      | 892   | 9.54（24.70）          | 93.53（36.113）      | 0.9946（0.384）  | 1.1       | 北緯35度30分18秒 西経92度19分17秒 / 北緯35.505081度 西経92.321515度 |
| イーストグリッグス | 91200      | クリントン           | 1,544 | 25.50（66.04）         | 60.56（23.381）      | 5.693（2.198）   | 8.6       | 北緯35度35分21秒 西経92度24分52秒 / 北緯35.589205度 西経92.414398度 |
| フォーモサ | 91318      |                      | 675   | 12.79（33.13）         | 52.78（20.377）      | 0.5154（0.199）  | 1.0       | 北緯35度29分00秒 西経92度30分48秒 / 北緯35.483299度 西経92.513431度 |
| ホリーマウンテン | 91750      |                      | 523   | 9.91（18.21）          | 74.39（28.721）      | 0.1114（0.043）  | 0.1       | 北緯35度40分34秒 西経92度23分34秒 / 北緯35.676084度 西経92.392866度 |
| インディアンロック | 91830      | フェアフィールドベイ | 2,227 | 62.10（160.85）        | 35.86（13.845）      | 0.1787（0.069）  | 0.5       | 北緯35度36分20秒 西経92度16分18秒 / 北緯35.605484度 西経92.271560度 |
| リバティ | 92190      |                      | 240   | 0.95（2.47）           | 251.4（97.076）      | 1.230（0.475）   | 0.5       | 北緯35度31分10秒 西経92度44分04秒 / 北緯35.519567度 西経92.734438度 |
| リンクリーク | 92214      |                      | 655   | 7.47（19.35）          | 87.66（33.847）      | 0.3496（0.135）  | 0.4       | 北緯35度43分40秒 西経92度26分42秒 / 北緯35.727767度 西経92.445080度 |
| マウンテン | 92610      |                      | 390   | 3.20（8.30）           | 121.7（46.979）      | 0.1761（0.068）  | 0.0       | 北緯35度38分39秒 西経92度36分37秒 / 北緯35.644145度 西経92.610209度 |
| レッドリバー | 93093      |                      | 447   | 15.80（40.90）         | 28.30（10.928）      | 22.63（8.736）   | 44.4      | 北緯35度34分04秒 西経92度19分23秒 / 北緯35.567744度 西経92.323027度 |
| ユニオン | 93729      | シャーリー           | 1,497 | 13.01（33.68）         | 115.1（44.448）      | 1.826（0.705）   | 1.6       | 北緯35度39分32秒 西経92度18分28秒 / 北緯35.658887度 西経92.307660度 |
| ワシントン | 93933      | デナード             | 850   | 5.34（13.82）          | 159.2（61.484）      | 0.3885（0.150）  | 0.2       | 北緯35度43分51秒 西経92度33分33秒 / 北緯35.730788度 西経92.559088度 |
| ウェストグリッグス | 93970      | クリントン           | 1,970 | 26.17（67.78）         | 75.29（29.069）      | 0.5232（0.202）  | 0.7       | 北緯35度36分03秒 西経92度30分09秒 / 北緯35.600847度 西経92.502416度 |
| ウィーラー | 93984      |                      | 336   | 2.38（6.16）           | 141.3（54.566）      | 0.1243（0.048）  | 0.1       | 北緯35度37分28秒 西経92度43分15秒 / 北緯35.624497度 西経92.720771度 |
| Source: “Census 2010 U.S. Gazetteer Files: County Subdivisions in Arkansas”. U.S. Census Bureau, Geography Division. 2011年4月11日時点のオリジナルよりアーカイブ。2012年8月4日閲覧。 Source: “Census 2010 U.S. Gazetteer Files”. U.S. Census Bureau, Geography Division. 2012年8月4日閲覧。 |            |                      |       |                        |                      |                  |           |                                                                     |